# Naša škola
A Naša škola (lapcímének magyar fordítása Iskolánk) az egyik legjelentősebb szlovák nyelven megjelenő pedagógiai szaklap volt a két világháború közötti Csehszlovákiában. A havilapot Pozsonyban az Állami Lapkiadó vállalat (Štátne nakladateľstvo) adta ki 1926 és 1938 között.